# 心の旅路 (宝塚歌劇)
ミュージカル・プレイ『心の旅路』（こころのたびじ）は、宝塚歌劇団のミュージカル作品。宝塚・東京・地方公演は20場。
原作はジェームズ・ヒルトンの同名小説。脚本・演出は中村暁。
花組公演。
併演作品は『ファンシー・タッチ』。

## 公演期間と公演場所
- 1992年8月20日 - 10月6日（新人公演：9月8日） 宝塚大劇場
- 1992年12月1日 - 12月25日（新人公演：12月15日） 東京宝塚劇場
- 1993年4月17日 - 4月27日、5月7日 - 5月9日 地方公演（4月17-19日・市川、21-23日・仙台、25日・尾鷲、27日・広島、5月7-9日・鹿児島）
- 1993年4月29日 - 5月5日 福岡市民会館

## スタッフ（宝塚・東京）
※氏名の前に「宝塚」、「東京」の文字がなければ両公演共通
- 作曲・編曲 -  吉田優子、西村耕次、吉野裕司
- 音楽指揮 - 宝塚：岡田良機、東京：伊沢一郎
- 振付 - 羽山紀代美、尚すみれ
- 装置 - 大橋泰弘
- 衣装 - 任田幾英
- 照明 - 今井直次
- 小道具 - 伊集院徹也
- 効果 - 三尾典正
- 音楽監督 - 松永浩志
- 演出助手 - 中村一徳
- 装置補 - 新宮有紀
- 衣装補 - 田口美香
- 制作担当 - 東京：津村健二
- 制作 - 市橋信男

## 主な配役

### 宝塚・東京
本公演
- スミス／チャールズ・レーニア(記憶喪失症の男。記憶を取り戻したあとは実業家として活躍する) - 安寿ミラ 
- ポーラ／マーガレット(サム一座の踊り子。一座を抜けてスミスと結婚する) - 森奈みはる 
- ハリスン(サム一座の仲間。ポーラを想っている) - 真矢みき 
- キティ(レーニア家の親戚の娘。チャールズの婚約者) - 華陽子 
- ブランピート(村の牧師) - 未沙のえる 
- エルシィ(サム一座の歌手) - 峰丘奈知 
- サム(旅回りの一座の座長) - 鷹月笙 
- エラ(サムの妻) - 町風佳奈 
- カーラ(サム一座の仲間) - 美月亜優 
- リチャード(チャールズの秘書) - 愛華みれ 
- チェット(チャールズの弟) - 宝樹芽里 
- ジョージ(チャールズの弟) - 真琴つばさ 
- リディア(チェットの妻) - 萌水せりか 
- ベラ(ジョージの妻) - 妃宮玲子 
- ジュリア(チャールズの妹) - 朝風ゆき 
- ブリジェット(チャールズの妹) - 月影瞳 
- デヴィッド(新聞記者) - 紫吹淳 
- シェルダン(レーニア家の執事) - 橘沙恵 

新人公演
- スミス、チャールズ - 紫吹淳
- ポーラ、マーガレット - 月影瞳
- ハリスン - 姿月あさと
- キティ - 音木美香
- カーラ - 萌水せりか
- エルシィ - 妃宮玲子
- ブランピート - 真由華れお
- リチャード - 伊織直加
- チェット - 夏城令
- ジョージ - 初風緑
- デヴィッド - 貴月あゆむ
- シェルダン - 香織ゆたか

## 主な楽曲
- 誰もが変わりつづける

### 地方公演
- スミス、チャールズ・レーニエ - 安寿ミラ
- ポーラ、マーガレット - 森奈みはる
- ハリスン - 真矢みき
- キティ - 月影瞳
- ブランピート - 未沙のえる

## 関連
- 心の旅路 花組公演（実況録音CD/TMPC157B-158/収録日:1992年8月27日）宝塚音楽出版
- 92 宝塚歌劇全主題歌集（CD/TMPC-160B）誰もが変わりつづける 収録